# Sven Peter
Sven Peter (ur. w 1968 roku) – niemiecki bobsleista, dwukrotny medalista mistrzostw świata.

## Kariera
Największy sukces w karierze Peter osiągnął w 2001 roku, kiedy wspólnie z Christophem Langenem, Markusem Zimmermannem i Alexandrem Metzgerem zdobył złoty medal w czwórkach podczas mistrzostw świata w St. Moritz. Na rozgrywanych pięć lat wcześniej mistrzostwach świata w Calgary reprezentacja Niemiec w składzie: Wolfgang Hoppe, Thorsten Voss, Sven Peter i Carsten Embach zajęła trzecie miejsce. Zdobył również srebrny medal podczas mistrzostw Europy w 2004 roku. Peter nigdy nie wystąpił na igrzyskach olimpijskich.